# فيزيولوجيا عضلية
هو ذلك العلم الذي يتناول دراسة كيفية قيام العضلات بوظيفتها وكذلك ملاءمة تركيب العضلة لوظيفتها كل ذلك من خلال تقدير جهد هذة العضلة والتغيرات البيوكيميائية التي تتم فيها.